# Museo archeologico nazionale di Mantova
Il Museo archeologico nazionale di Mantova è un museo archeologico situato a Mantova, nel quale è raccolto materiale recuperato in vari scavi e ricerche nel territorio della provincia omonima.

## Storia
L'area dove sorge ora il museo, all'interno del perimetro del Palazzo Ducale di Mantova, dalla metà del ‘500 alla fine del '800 ospitava la sede del teatro di Corte dei Gonzaga. Divenuta di proprietà comunale nel 1896, vi fu edificato il "Mercato dei bozzoli" dei bachi da seta, poi destinato al commercio ortofrutticolo ed infine donato dal comune di Mantova al Ministero per i beni e le attività culturali e per il turismo affinché se ne cominciasse la ristrutturazione e la trasformazione in museo archeologico destinato a raccogliere i numerosi reperti provenienti dagli scavi nella provincia di Mantova.
Il progetto del restauro si è posto l'obiettivo di conservare le caratteristiche ambientali e architettoniche di un notevole esempio di architettura paleoindustriale di fine '800,  mantenendone l'aspetto esterno originario, la struttura interna del tetto a capriate sorretto da pilastri disposti su due file. L'enorme edificio originario è ora tagliato da tre solai allo scopo di un utilizzo razionale dello spazio interno.

## Collezioni
Pur utilizzando solo parzialmente l'edificio restaurato, nel museo è già proposta l'esposizione di collezioni di reperti che spaziano dal neolitico e dall'età del bronzo, all'epoca etrusca, celtica, romana, medievale e rinascimentale, materiali tutti rinvenuti nel territorio mantovano. Dall'11 aprile 2014 sono definitivamente esposti all'interno di una teca in cristallo gli Amanti di Valdaro, due scheletri del neolitico ritrovati presso Valdaro in prossimità di Mantova nel 2007, così denominati perché i due scheletri, un uomo e una donna, furono rinvenuti abbracciati.